# Zwartewaterland
Zwartewaterland és un municipi de la província d'Overijssel, al centre-est dels Països Baixos. L'1 de gener de 2009 tenia 21.881 habitants repartits per una superfície de 87,91 km² (dels quals 5,18 km² corresponen a aigua).

## Centres de població (dades de 2006)
| Centre             | Població | Centre                    | Població |
| ------------------ | -------- | ------------------------- | -------- |
| Genemuiden         | 10.069   | Baarlo                    | ?        |
| Hasselt            | 6.959    | Cellemuiden               | ?        |
| Zwartsluis         | 4.735    | De Velde                  | ?        |
| Kamperzeedijk-Oost | 410      | Kievitsnest               | ?        |
| Kamperzeedijk-West | 120      | Mastenbroek (parcialment) | ?        |
|                    |          | Zwartewatersklooster      | ?        |
| Font: CBS          |          |                           |          |

## Administració
El consistori consta de 19 membres, compost per:
- ChristenUnie, 5 escons
- Partit del Treball, (PvdA) 4 escons
- Crida Demòcrata Cristiana, (CDA) 4 escons
- SGP/HKV, 4 escons
- Partit Popular per la Llibertat i la Democràcia, (VVD) 1 escó
- Gemeenten Belangen, 1 escó